# OK Jedinstvo Bijelo Polje w europejskich pucharach
OK Jedinstvo Bijelo Polje w europejskich pucharach występował w trakcie trzech sezonów. Po raz pierwszy w europejskich rozgrywkach wziął udział w sezonie 2007/2008, startując w Pucharze Challenge. We wszystkich sezonach rozegrał 10 spotkań, z czego 2 wygrał, a 8 przegrał.

## Lista spotkań w europejskich pucharach

### Puchar Challenge 2007/2008
| Runda    | Data       | Miejsce spotkania | Przeciwnik     | Wynik spotkania           |
| -------- | ---------- | ----------------- | -------------- | ------------------------- |
| II runda | 20.10.2007 | Bijelo Polje      | Pafiakos Pafos | 0:3 (14:25, 20:25, 15:25) |
| II runda | 27.10.2007 | Pafos             | Pafiakos Pafos | 0:3 (16:25, 15:25, 16:25) |

### Puchar CEV 2016/2017
| Runda       | Data       | Miejsce spotkania | Przeciwnik        | Wynik spotkania           |
| ----------- | ---------- | ----------------- | ----------------- | ------------------------- |
| 1/32 finału | 07.12.2016 | Gorna Malina      | Lewski Booł Sofia | 0:3 (18:25, 14:25, 18:25) |
| 1/32 finału | 22.12.2016 | Bijelo Polje      | Lewski Booł Sofia | 0:3 (15:25, 19:25, 18:25) |

### Liga Mistrzów 2017/2018
| Runda                   | Data       | Miejsce spotkania | Przeciwnik     | Wynik spotkania                        |
| ----------------------- | ---------- | ----------------- | -------------- | -------------------------------------- |
| II runda kwalifikacyjna | 18.10.2017 | Nikozja           | Omonia Nikozja | 0:3 (22:25, 16:25, 15:25)              |
| II runda kwalifikacyjna | 22.10.2017 | Bijelo Polje      | Omonia Nikozja | 2:3 (24:26, 25:14, 18:25, 28:26, 9:15) |

### Puchar CEV 2017/2018
| Runda       | Data       | Miejsce spotkania | Przeciwnik              | Wynik spotkania                  |
| ----------- | ---------- | ----------------- | ----------------------- | -------------------------------- |
| 1/32 finału | 22.11.2017 | Rijeka            | MOK Rijeka              | 3:0 (25:22, 25:18, 25:19)        |
| 1/32 finału | 30.11.2017 | Bijelo Polje      | MOK Rijeka              | 3:1 (25:19, 26:28, 25:14, 25:18) |
| 1/16 finału | 06.12.2017 | Bijelo Polje      | SK Posojilnica Aich/Dob | 0:3 (22:25, 13:25, 22:25)        |
| 1/16 finału | 20.12.2017 | Bleiburg          | SK Posojilnica Aich/Dob | 0:3 (19:25, 19:25, 20:25)        |

### Puchar CEV 2018/2019
| Runda       | Data       | Miejsce spotkania | Przeciwnik       | Wynik spotkania                         |
| ----------- | ---------- | ----------------- | ---------------- | --------------------------------------- |
| 1/32 finału | 07.11.2018 | Bijelo Polje      | Novi Pazar       | 3:1 (18:25, 25:21, 26:24, 25:23)        |
| 1/32 finału | 14.11.2018 | Novi Pazar        | Novi Pazar       | 3:2 (24:26, 29:27, 25:22, 20:25, 15:11) |
| 1/16 finału | 27.11.2018 | Bijelo Polje      | Kuzbass Kemerowo | 0:3 (17:25, 20:25, 21:25)               |
| 1/16 finału | 06.12.2018 | Kemerowo          | Kuzbass Kemerowo | 0:3 (23:25, 16:25, 10:25)               |

## Bilans spotkań

### sezon po sezonie
| 2007/2008 | Puchar Challenge | II runda                | 2  | 0 | 2  | 6  | 0  | 6  |
| 2016/2017 | Puchar CEV       | 1/32 finału             | 2  | 0 | 2  | 6  | 0  | 6  |
| 2017/2018 | Liga Mistrzów    | II runda kwalifikacyjna | 2  | 0 | 2  | 8  | 2  | 6  |
| 2017/2018 | Puchar CEV       | 1/16 finału             | 4  | 2 | 2  | 13 | 6  | 7  |
| 2018/2019 | Puchar CEV       | 1/16 finału             | 4  | 2 | 2  | 15 | 6  | 9  |
| Razem     | Razem            | Razem                   | 14 | 4 | 10 | 48 | 14 | 34 |

### według rozgrywek
| Liga Mistrzów    | 1 | 2  | 0 | 2  | 8  | 2  | 6  |
| Puchar CEV       | 3 | 10 | 4 | 6  | 34 | 12 | 22 |
| Puchar Challenge | 1 | 2  | 0 | 2  | 6  | 0  | 6  |
| Razem            | 5 | 14 | 4 | 10 | 48 | 14 | 34 |